# Gingelom
Gingelom lá một đô thị ở tỉnh Limburg. Tại thời điểm ngày 1 tháng 1 năm 2006,  Gingelom có tổng dân số 79.847 người. Tổng diện tích là 56,49 km² với mật độ dân số 139 người trên mỗi km².

Đô thị này gồm các làng cũ Borlo, Buvingen, Jeuk, Montenaken, Niel-bij-Sint-Truiden, Mielen boven Aalst, Muizen, Boekhout, Vorsen A và Kortijs.

## Cư dân địa phương nổi tiếng
- Erasme Louis Surlet de Chokier